# IC 1199
IC 1199 је спирална галаксија у сазвјежђу Змија која се налази на листи објеката дубоког неба у Индекс каталогу.
Деклинација објекта је + 10° 2' 24" а ректасцензија 16h 10m 34,4s. Привидна величина (магнитуда) објекта IC 1199 износи 13,7 а фотографска магнитуда 14,5. IC 1199 је још познат и под ознакама UGC 10242, MCG 2-41-13, CGCG 79-70, IRAS 16081+1010, PGC 57373.